# Tabiteuea

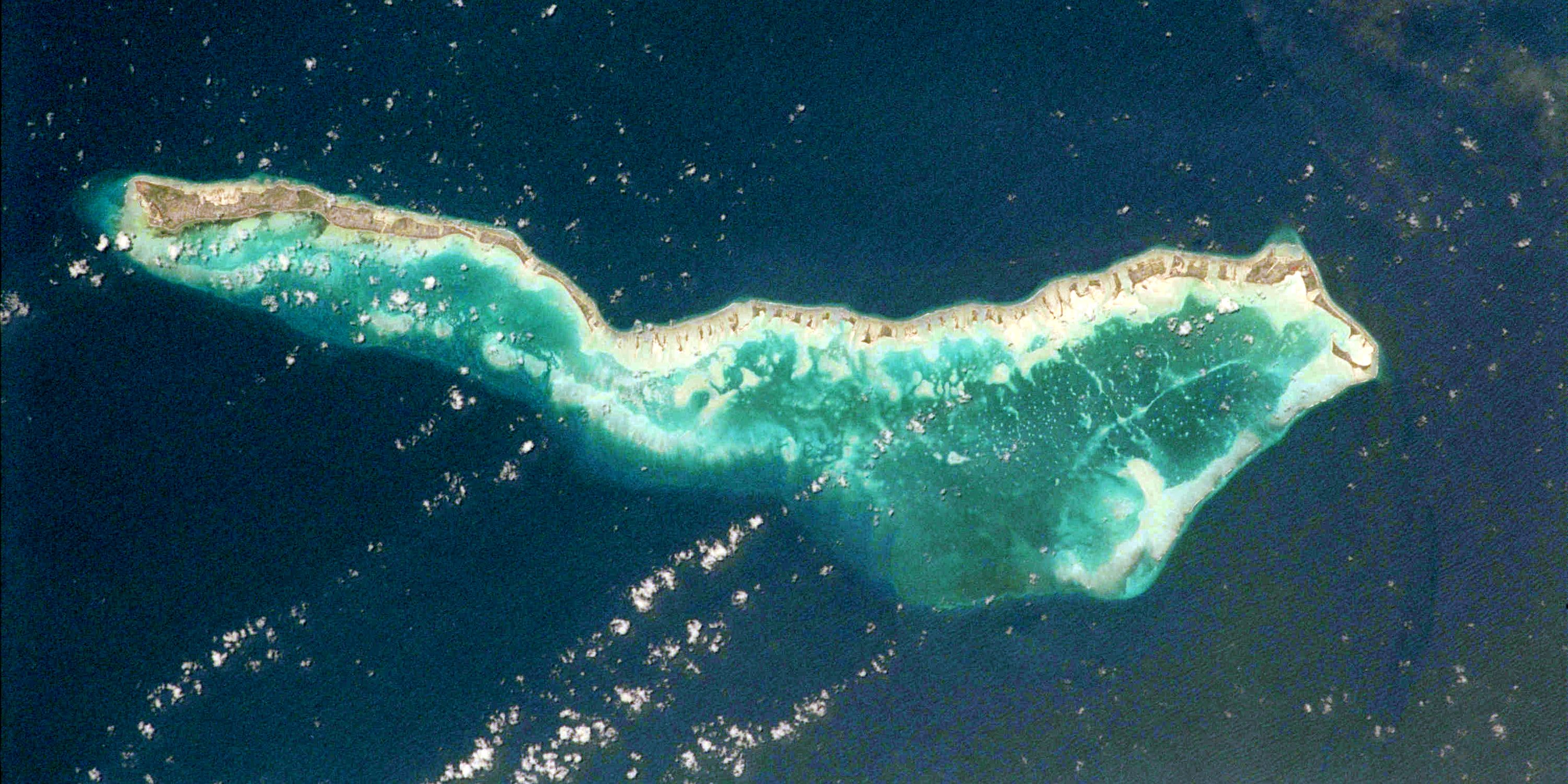
NASA - imagem de satélite de Tabiteuea Sul

Tabiteuea é um atol nas Ilhas Gilbert, em Kiribati, que consiste em duas ilhas principais, Eanikai ou Tabiteuea Norte a norte, e Nuguti ou Tabiteuea Sul, a sul.
Tabiteuea Norte tem uma área terrestre de 26 km² e contava com 2990 habitantes em 2001, enquanto Tabiteuea Sul tem área terrestre de 12 km² e tinha 1293 indivíduos residentes.
"Tabiteuea", na língua gilbertense, significa "terra sem chefes", já que a ilha é tradicionalmente igualitária. Nos finais do século XIX, as duas ilhas foram o local de uma guerra religiosa quando a população de Tabiteuea Norte se converteu ao cristianismo e invadiu Tabiteuea Sul (cuja população tinha as suas próprias práticas religiosas).